# Râul Romoș
Râul Romoș sau Râul Romoșel este un curs de apă, afluent al râului Mureș.  